# Ahmed Tarbi
Ahmed Tarbi (in arabo أحمد طربي‎?; Arris, 23 marzo 1954 – Batna, 7 maggio 2021) è stato un sollevatore algerino.
Ha gareggiato ai giochi olimpci del 1980 e 1984.

## Biografia
È stato un atleta della squadra Chabab Batna e della nazionale algerina; ha vinto diversi titoli nazionali ed internazionali.
Dal 1971 al 1991, Tarbi vinse il titolo di campione algerino e fu incoronato tre volte campione arabo. Nel 1973 vinse il titolo di campione del Maghreb, nel 1979 e nel 1983 la medaglia d'argento ai Giochi del Mediterraneo per due volte, nel 1987 e nel 1990 vinse la medaglia d'oro ai Giochi africani.
Ai Giochi africani del 1987, Tarbi si classificò primo nel strappo, secondo nello slancio ed infine conquistò la medaglia d'argento nella categoria sotto i 56 kg. Ai Giochi africani del 1991 arrivò primo nello strappo, terzo nello slancio e conquistò la medaglia d'argento assoluta nella categoria sotto i 56 kg. Ha gareggiato ai giochi olimpici del 1980 a Mosca arrivando undicesimo; gareggiò in seguito anche ai giochi olimpici del 1984 a Los Angeles classificandosi nono, ma venne squalificato causa doping. Nel 1990 arrivò nuovamente undicesimo ai Campionati del Mondo.
Muore il 7 maggio 2021 a Batna, dove era ricoverato nel pronto soccorso medico, reparto cardiologia, del Centro Ospedaliero Universitario della città.

## Palmarès
| Anno | Manifestazione              | Sede   | Evento  | Risultato | Prestazione | Note |
| ---- | --------------------------- | ------ | ------- | --------- | ----------- | ---- |
| 1975 | VII Giochi del Mediterraneo | Algeri | Strappo | 2º        | 85 kg       |      |

| Anno | Manifestazione             | Sede       | Evento | Risultato | Prestazione | Note |
| ---- | -------------------------- | ---------- | ------ | --------- | ----------- | ---- |
| 1983 | IX Giochi del Mediterraneo | Casablanca | Totale | 2º        | 232,5 kg    |      |